# Valmir Moretto
Valmir Moretto (Palotina), é um político brasileiro, filiado ao Republicanos. Nas eleições de 2022, foi eleito deputado estadual pelo MT.